# Вавилонский иудейско-арамейский язык

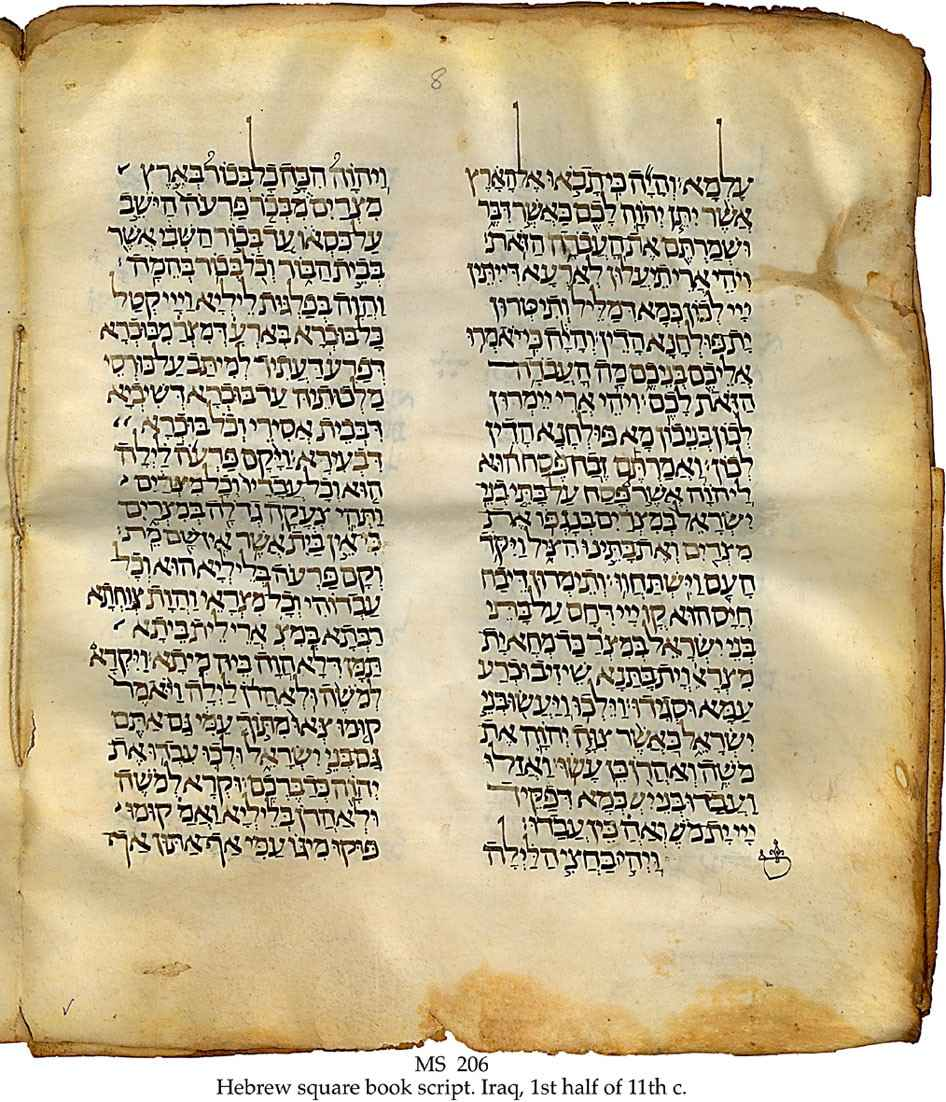
Таргум с подстрочной огласовкой, найденный в иракской генизе, XI век

Вавило́нский иуде́йско-араме́йский язы́к (англ. Jewish Babylonian Aramaic) — восточноарамейский язык, на котором написан вавилонский Талмуд и вавилонские таргумы.
Вавилонский иудейско-арамейский (иудейско-вавилонский арамейский, «язык Вавилонского Талмуда»)  относится к восточной группе арамейских языков (имперский арамейский язык).